# Space Seeker
Space Seeker (スペースシーカー?, Supēsu Shīkā) è un videogioco arcade di genere sparatutto, sviluppato e pubblicato nel 1981 dalla Taito.
È stato emulato per la prima volta ed è tuttora presente nell'antologia di Hamster Corporation Arcade Archives per PlayStation 4 e Nintendo Switch.

## Modalità di gioco
La schermata principale mostra la superficie di un pianeta. Il giocatore dispone di una base rifornita di navi, che deve difendere. E all'inizio di ogni livello, ci sono tre flotte di caccia nemiche, tre batterie di missili meno manovrabili e vari planetoidi che fungono da ostacoli. L'obiettivo è intercettare tutte le forze nemiche prima che riescano a distruggere la base.
Il contatto con una flotta di caccia porta a una schermata in prima persona. I nemici appaiono da lontano e cercheranno di piombare giù e scontrarsi con le armi dell'astronave. Il giocatore può muovere le armi solo orizzontalmente, quindi è possibile uccidere il nemico solo quando passa il centro dello schermo e cercare di evitarlo quando si avvicina. Distruggendo tutti i nemici rimuove quella flotta dalla schermata principale.
Intercettare una delle batterie di missili porta a uno sparatutto orizzontale simile a Scramble. Qui, il giocatore è assediato da missili, bombe e artiglieria di vario tipo. Può sparare con le armi e sganciare bombe nel tentativo di sopravvivere al bombardamento. Alla fine della parte, ha la possibilità di attraversare uno stretto passaggio tortuoso per guadagnare punti bonus. Arrivare alla fine a volte causerà la distruzione della batteria. È possibile che il giocatore abbia distrutto un certo numero di missili prima che la batteria venga definitivamente sconfitta, quindi potrebbero essere necessari più passaggi.
Una volta che tutti i nemici sono stati distrutti sul pianeta attuale, si viene portati a quello successivo.